# 24kGoldn
24kGoldn（トゥエニーフォー・ケー・ゴールデン、本名: Golden Landis Von Jones、2000年11月13日 - ）は、アメリカ合衆国カリフォルニア州サンフランシスコ出身のラッパー、歌手、ソングライター。
2019年のシングル「Valentino」のヒットで一躍有名になり、2020年にはイアン・ディオールをフィーチャーしたシングル「Mood」が自身初の全米1位となる大ヒットを記録した。

## 来歴
2000年11月13日、24kGoldnはカリフォルニア州サンフランシスコで、ユダヤ人の母キンバリー・ランディスと黒人でカトリックの父トリノ・ヴォン・ジョーンズの間に生まれた。2人ともファッションモデルとして働いていたため、ゴールデンはファッションセンスに長けている。幼少期にはCMに子役として出演し、中学・高校では聖歌隊に入っていた。
2017年、初のミュージックビデオ「Trappers Anthem」を公開する。
2019年1月、シングル「Valentino」をリリースしヒットを記録、瞬く間にSpotifyで1億回以上の再生回数を記録した。11月にはデビューEP「Dropped Outta College」をリリース。同時に、Records, LLC、Columbia Recordsとレコード契約を結んだ。
2020年、24kGoldnはシングル「City of Angels」をリリースしさらなる注目を集め、XXLマガジンのフレッシュマン・クラスにも選出された。7月にイアン・ディオールをフィーチャーしたシングル「Mood」をリリース。この曲はTikTokでヴァイラルヒットし、最終的に米Billboard Hot 100で初の1位を獲得した。

## 人物
24kGoldnは全米屈指の名門校である南カリフォルニア大学に進学したが、ラッパーとしての活動を優先させるため休学している。

## ディスコグラフィ
スタジオ・アルバム
- El Dorado（英語版） (2021年)